# Ecelonerini
Ecelonerini es una tribu de coleópteros polífagos de la familia Anthribidae. Contiene los siguientes géneros:

## Géneros
- Cenchromorphus Fairmaire, 1893
- Chirotenon Labram & Imhoff, 1840
- Dendropemon Schoenherr, 1839
- Ectatotarsus Schoenherr, 1847
- Eucorynus Schoenherr, 1823
- Hylopemon Jekel, 1860
- Rawasia Roelofs, 1880